# Ulesta plagiata
Ulesta plagiata là một loài tò vò trong họ Ichneumonidae.